# Apegus araticeps
Apegus araticeps är en stekelart som beskrevs av Jean-Jacques Kieffer 1913. Apegus araticeps ingår i släktet Apegus och familjen Scelionidae. Inga underarter finns listade i Catalogue of Life.